# 사무라이 쇼다운 VI
《사무라이 쇼다운 VI》(Samurai Shodown VI)은 SNK 플레이모어가 제작한 아케이드 대전 격투 게임이다. 《사무라이 쇼다운》 시리즈 열번째 작품으로, 최초로 네오지오가 아닌 사미 코퍼레이션의 아토미스웨이브 기판으로 개발됐다. 일본판 제목은 《사무라이 스피리츠 천하일검객전》(サムライスピリッツ 天下一剣客伝)으로, 따로 이야기가 없이 과거 《사무라이 쇼다운》에 등장했던 인물들 전부 플레이어 캐릭터로서 등장한다.
2005년 9월 14일 일본에서 아케이드 전용으로 처음 출시됐으며, 뒤이어 2006년 플레이스테이션 2 이식판이 발매됐다. 그 후 2007년에 발매된 시리즈 합본 《사무라이 스피리츠 6번의 승부》에 다시 수록됐다.

## 게임플레이
3D 작품을 제외한 과거 모든 《사무라이 쇼다운》 작품에 등장하는 캐릭터들이 등장해, 플레이어 캐릭터 숫자는 총 42명이다. 플레이스테이션 2판에는 퍼피, 참플 등의 동물 캐릭터, 나찰 갈포드, 김웅제 등의 번외 캐릭터들이 추가되었다. 그 외에 이 작품에서 데뷔한 새로운 캐릭터도 있는데, 일본식 메이드복을 입은 닌자 이로하, 요시토라의 라이벌인 미국 병사 앤드류, 하다카마쓰리 축제인 마츠리바야시 스고로쿠, 기괴한 목각인형 오차마로가 있다.
《사무라이 쇼다운 VI》만의 고유 게임플레이 요소로 '스피리츠' 시스템이 있데, 격투 시작 전에 6종류의 '스피리츠'를 선택할 수 있다.
전작 《사무라이 쇼다운 V 스페셜》과는 달리 철저하게 잔학 요소를 배제했으며 배경 분위기도 밝게 바뀌었다.

## 발매
2005년 9월 14일 사미 코퍼레이션의 오락실 기판 아토미스웨이브를 통해 아케이드 전용으로 출시됐다. 2006년 1월 26일에는 일본서 캐릭터를 추가한 플레이스테이션 2 이식판이 발매됐고, 2007년 플레이스테이션 2, Wii, 플레이스테이션 포터블로 출시된 시리즈 합본 《사무라이 스피리츠 6번의 승부》에 수록됐다. 2016년에는 플레이스테이션 네트워크를 통해 트로피와 높은 해상도 설정을 추가한 개선판이 플레이스테이션 4로 출시됐다.